# Panamawinterkoning
De Panamawinterkoning (Cantorchilus elutus) is een zangvogel uit de familie Troglodytidae (winterkoningen).

## Verspreiding en leefgebied
Deze soort komt voor in zuidwestelijk Costa Rica en westelijk Panama.